# Ostredok (1167 m)
Ostredok (1167 m) – szczyt w Tatrach Niżnych na Słowacji, w ich zachodniej części, zwanej Ďumbierskimi Tatrami. Znajduje się w Dolinie Demianowskiej, w widłach Demianówki (Demänovka) i jej dopływu o nazwie Zadná voda. Od Chopoka oddzielony jest przełęczą Biela Púť (1120 m). Na południe od Ostredoka znajduje się wyższy od niego wierzchołek 1213 m, jednak na mapach nazwa Ostredok dotyczy wierzchołka północnego 1167 m. Obydwa te szczyty oddzielają główny ciąg Doliny Demianowskiej od jej odnogi, którą płynie Zadná voda. 
Ostredok, podobnie jak dolna część Doliny Demianowskiej, zbudowany jest ze skał wapiennych. Niektóre większe skały są widoczne wśród drzew. Był niemal całkowicie porośnięty lasem, jednak obecnie rozciągają się z niego widoki na Dolinę Demianowską. Silne wichury spowodowały bowiem, że jego wschodnie zbocza to wielkie wiatrołomy.
Przez grzbiet Ostredoka prowadzi szlak turystyczny i Ostredok jest często odwiedzany przez turystów. Znajduje się na nim wieża widokowa, pomnik powstania słowackiego z okresu II wojny światowej oraz symboliczny cmentarz Niżnych Tatr.
Szlak turystyczny
  Biela Púť – Ostredok – Dolina Demianowska (parking przy Demianowskiej Jaskini Wolności). Czas przejścia: 1,05 h, 1,25 h